# یخچال طبیعی تویبری
یخچال طبیعی تویبری (به لاتین: Tviberi Glacier) یک یخچال طبیعی در گرجستان است که در شهرداری مستیا واقع شده‌است.